# Abducción (libro)
Abducción. Encuentros humanos con extraterrestres (en el original en inglés Abduction: Human Encounters with Aliens) es un ensayo sobre ufología escrito en 1994 por el psiquiatra, escritor, profesor, premio Pulitzer e investigador sobre abducción estadounidense John E. Mack. Es la primera de las dos únicas obras sobre dichas experiencias, junto a Pasaporte al Cosmos, publicadas por su autor.

## Sinopsis
En la obra su autor no se define como ufólogo per se, sino como un psiquiatra y un explorador de la conciencia, un clínico y un coinvestigador en el gran misterio de la denominada "abducción extraterrestre".
El libro es su perspectiva según lo experimentado a través de su trabajo con trece personas, dados sus conocimientos e interés en psicologías políticas y transpersonales. No trata de explicar todo el fenómeno ovni, ni pretende que su obra sea léida en tal sentido, dado que muchos otros han estudiado el campo durante mucho más tiempo. Presenta la pieza que ha experimentado con todos sus sentidos e intuición, una pieza del rompecabezas que se ofrece para arrojar luz sobre un todo mucho más amplio.
Su trabajo no es un intento de responder a la pregunta sobre qué es lo que piensan los extraterrestres, sino el relato de trece personas con las que ha trabajado estrechamente. El libro es más una aproximación a la psique humana y su potencial para una experiencia extraordinaria que sobre seres extraterrestres.